# Jean-André Grimaldi
Jean-André Grimaldi, mort le 1er juillet 1505, est un prélat français du XVe siècle et du début du XVIe siècle. Il est évêque de Grasse, vice-légat et nonce.

## Biographie
Jean-André Grimaldi est membre de la famille des Grimaldi d'Antibes et est le fils de Nicolas Grimaldi, seigneur d'Antibes et de Cagnes-sur-Mer, gouverneur de Marseille, et de  Cesarine Doria, dame d'Oneglia.
Jean-André est baron de Prats. Il est prévôt de Grasse et est nommé évêque de Grasse en 1483. En 1491, il est nommé abbé commendataire de l'abbaye de Lérins. Il est vice-légat d'Avignon et nonce en France. En 1499, Jean-André prend pour coadjuteur son neveu Augustin Grimaldi, qui a alors 19 ans. Grimaldi est destiné au cardinalat, sous le titre de Saint-Pierre-aux-Liens, mais il meurt avant sa promotion.
En 1503, il choisit avec l'évêque de Digne Antoine Guiramand, l'abbé de l'Abbaye Notre-Dame de Valsaintes Seris Maurin, pour réformer les Monastères de Provence. Commission leur fut donnée par le cardinal d'Amboise, Légat en France, en exécution des bulles d'Alexandre VI du 16 des Calendes de juin.